# Alfred Espinas
Alfred Victor Espinas  (geb. 23. Mai 1844 in Saint-Florentin (Yonne); gest. am 24. Februar 1922 ebenda) war ein französischer Soziologe und Philosoph.

## Leben und Wirken
Alfred Espinas wurde am 23. Mai 1844 geboren. Er besuchte das Gymnasium in Sens, wo er ein Kommilitone von Stéphane Mallarmé war. Espinas erwarb die Abschlüsse Agrégé de philosophie (1871) und Docteur ès lettres (1877). Espinas war Professor für Philosophie und Geschichte der Sozialwirtschaft. 1905 wurde er zum Mitglied der Académie des sciences morales et politiques gewählt.
Espinas wurde beeinflusst durch die Arbeit von Auguste Comte und Herbert Spencer. Spencers Principles of Sociology (Prinzipien der Soziologie) übersetzte er zusammen mit Théodule Ribot ins Französische.
Espinas' Werk über die tierischen Gesellschaften (Des sociétés animales) war von Einfluss auf Scipio Sighele und Friedrich Nietzsche.
Matthias Groß weist darauf hin, dass von französischen Autoren wie Alfred Espinas oder René Worms nicht die bedeutende Existenz von Konflikten in der Natur geleugnet, sondern stattdessen auf die Möglichkeiten der Harmonie und des Konsenses verwiesen wurde.

## Publikationen (Auswahl)
- Des Sociétés animales, étude de psychologie comparée, Éd. Germer Baillière, Bibliothèque de philosophie contemporaine (1878) Digitalisat
  - (deutsche Übersetzung) Die thierischen Gesellschaften. Eine vergleichens-psychologische Untersuchung. Nach der vielfach erweiterten zweiten Auflage unter Mitwirkung des Verfassers deutsch herausgegeben von W. Schloesser. Braunschweig, Vieweg und Sohn, 1879 Digitalisat
- Descartes et la morale. Etudes sur l'histoire de la philosophie de l'action. Paris, 1925
- Xénophon: l'économie naturelle et l'impérialisme héllénistique. Parsi, 1905
- La Philosophie expérimentale en Italie, origines, état actuel, Éd. Germer Baillière, Bibliothèque de philosophie contemporaine (1880) Digitalisat
- Histoire des doctrines économiques (1891) Digitalisat
- Les Origines de la technologie: étude sociologique (1897) Digitalisat
- La Philosophie sociale du XVIIIe et la Révolution, Félix Alcan, Bibliothèque de philosophie contemporaine (1898) Digitalisat